# Borogovia
Borogovia is een geslacht van uitgestorven theropode dinosauriërs, behorend tot de groep van de Maniraptora, dat tijdens het Laat-Krijt leefde in het gebied van het huidige Mongolië. De enige benoemde soort is Borogovia gracilicrus.

## Vondst en naamgeving
In 1971 vond een Pools-Mongoolse expeditie naar de Gobiwoestijn in de Altan Oela IV-vindplaats, in het Nemegtbasin van de provincie Ömnögovĭ, het fossiel van een kleine theropode. De vondst werd in 1982 gemeld door Halszka Osmólska en door haar gezien als een mogelijk exemplaar van Saurornithoides. Daarna kwam ze echter tot de conclusie dat het een nog onbekende soort betrof.

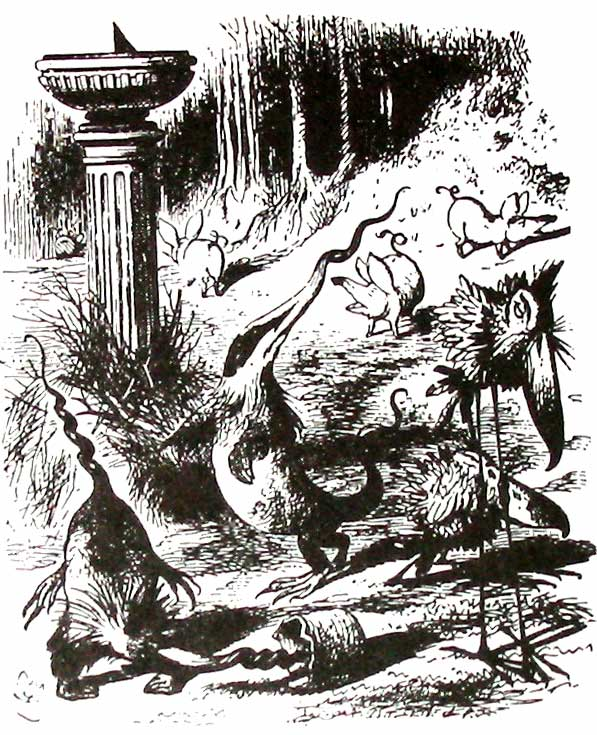
Enkele borogoves, geheel rechts

In 1987 benoemde en beschreef Osmóslka de typesoort Borogovia gracilicrus. De geslachtsnaam is afgeleid van de borogove, een fantasiewezen uit Lewis Carrolls gedicht Jabberwocky in zijn Alice's Adventures in Wonderland. Humpty Dumpty geeft de volgende uitleg: 'borogove' is a thin shabby-looking bird with its feathers sticking out all round, something like a live mop. John Tenniel illustreerde het wezen als hebbende zeer lange dunne poten en die toonde het fossiel ook. De soortaanduiding is afgeleid van het Latijnse gracilis, 'lichtgebouwd', en crus, 'onderbeen', een verwijzing naar de elegante bouw van de achterpoot.
Het holotype ZPAL MgD-I/174 is gevonden in een laag van de Nemegtformatie die dateert uit het vroege Maastrichtien, ongeveer 69 miljoen jaar oud. Het bestaat uit fragmenten van de achterpoten van een enkel individu. Bewaard zijn gebleven: stukken van beide tibiotarsi, dus de scheenbeenderen vergroeid met de enkelbeenderen, een bovenste stuk van een kuitbeen, de buitenste onderkanten van de rechtermiddenvoet met daaraan verbonden drie tenen en de onderkant van de linkermiddenvoet met drie tenen. Ander materiaal dat provisorisch aan Borogovia werd toegewezen, is later als de nieuwe soort Tochisaurus benoemd.
Osmólska achtte het mogelijk dat Borogovia een jonger synoniem was van Zanabazar, een eerder benoemde troödontide waarvan de achterpoot onbekend is. Er is tussen beide taxa geen overlappend materiaal gevonden, zodat een identiteit voorlopig niet kan worden bepaald.
In 2021 werd de anatomie opnieuw beschreven.

## Beschrijving

### Grootte en onderscheidende kenmerken
Borogovia is een tweevoetige dinosauriër, vermoedelijk warmbloedig en bevederd. De tibiotarsi hebben een geschatte lengte van ongeveer achtentwintig centimeter, wat wijst op een lichaamslengte van zo'n twee meter.
Osmólska gaf de volgende onderscheidende kenmerken: het onderbeen is zeer lang en slank; de tweede teen heeft een zeer kort tweede kootje en een vrij rechte klauw; de derde teen is slanker dan de tweede en vierde teen. Tegenwoordig weten we echter dat dit eigenschappen zijn die bij meer verwanten voorkomen.
In 2021 werden door Andrea Cau twee autapomorfieën aangegeven, unieke afgeleide eigenschappen. De vierde teen is robuuster dan de derde teen. De klauw van de tweede teen is laag, niet gekromd en niet sikkelvormig. Volgens Cau ontbrak aldus de falciphoran condition die andere Paraves wel tonen.
Verder was er volgens Cau een unieke combinatie aanwezig van kenmerken die op zich niet uniek zijn. Aan de basis van de opgaande tak van het sprongbeen bevindt zich een opvallende halvemaanvormige uitholling. Bij het astragalocalcaneum, de vergroeiing van sprongbeen en hielbeen, breidt de buitenste knobbel zich verder over het bovenste voorvlak uit dan de binnenste knobbel. Bij het onderste uiteinde van het eerste kootje van de tweede teen, is de groeve aan de voorzijde matig ontwikkeld, en loopt niet ver naar boven over de schacht door. Het tweede kootje van de tweede teen is sterk verkort zodat de lengte slechts gelijk is aan de diepte van het bovenste gewricht en er geen duidelijke insnoering gevormd wordt tussen beide gewrichtsuiteinden. Het voorlaatste kootje van de derde teen is bijna even lang als het voorgaande, tweede, kootje, met zesennegentig procent van de lengte. De onderzijden van de tweede, derde en vierde voetklauw zijn recht in zijaanzicht.
Cau ging ook in op de vraag of Borogovia niet wellicht identiek was aan Zanabazar junior. Die hypothese verwierp hij op grond van een aantal verschillen. Anders dan bij Zanabazar mist de onderste voorzijde van de opgaande tak van het sprongbeen een duidelijke bult. De binnenste knobbel van het sprongbeen wordt niet versterkt door een gezwollen zone. De lange as van de binnenste groeve van de binnenste knobbel van het sprongbeen maakt een hoek van zestig graden met de lange as van het scheenbeen, terwijl bij Zanabazar die hoek dertig graden bedraagt. Van voren bezien is de buitenste knobbel van het sprongbeen meer naar boven verbreed dan de binnenste knobbel terwijl bij Zanabazar die verbreding ongeveer gelijk is.
Meteen gaf Cau twee verschillen aan met de derde troödontide uit de Nemegtformatie: Tochisaurus. Het onderste uiteinde van het tweede middenvoetsbeen is ongeveer even breed als het onderste uiteinde van het derde en vierde middenvoetsbeen terwijl bij Tochisaurus de breedte maar driekwart bedraagt. Borogovia mist de ondiepe groeve aan de onderste achterzijde van het derde middenvoetsbeen, welke Tochisaurus wel toont.
Het slanke onderbeen vond Cau geen goed onderscheidend kenmerk. Weliswaar was het duidelijk zeer langgerekt maar de precieze verhouding is niet vast te stellen, buiten dat het minstens tienmaal langer dan breed is. Van veel verwanten is deze ratio onbekend. Daarbij is deze verhouding ongetwijfeld gerelateerd aan individuele variatie en rijping zodat zonder een statistisch voldoende grote verzameling aan exemplaren geen betrouwbare conclusies over de onderscheidbaarheid kunnen worden getrokken.

### Skelet
Het langste bewaarde fragment van het scheenbeen heeft een lengte van 233 millimeter. Er is onderaan een ondiepe verticale groeve voor het contact met het kuitbeen. Van het sprongbeen is de binnenste knobbel het grootst en reikt het verst naar onderen. De knobbels zijn gescheiden door een brede trog. De opgaande tak is hoog, met een lengte van zes centimeter, en heeft aan de basis een brede uitholling. De opgaande tak is met het scheenbeen vergroeid maar de binnenste beennaad is nog zichtbaar en de tak staat in binnenaanzicht af van de schacht van het scheenbeen, een combinatie die typisch is voor de Paraves. Ook de achterrand van het astragalocalcaneum toont duidelijke knobbels, zoals bij de vogels.
Het tweede middenvoetsbeen is korter en smaller dan het derde en vierde, maar is niet sterk gereduceerd en heeft een vrij brede onderkant. Dat komt echter doordat de schacht maar de helft van de breedte heeft van die onderkant; zo'n versmalling tonen wel meer troödontiden uit het Opper-Krijt. De gewrichtsknobbels hebben wel van achteren maar niet van voren een groeve. Het tweede middenvoetsbeen is aan de zijde van het derde middenvoetsbeen verticaal uitgehold. Het derde middenvoetsbeen heeft onderaan een driehoekige dwarsdoorsnede met de brede zijde naar voren gericht en achteraan een kiel die naar boven toe scherper wordt. Het ondervlak loopt naar achteren uit in een symmetrisch tongvormig uitsteeksel; dit laatste wordt gedeeld met Sinornithoides en Stenonychosaurus. De onderste buitenzijde van het derde middenvoetsbeen is recht, een typisch troödontide kenmerk. Het vierde middenvoetsbeen is robuust en heeft een vierkante dwarsdoorsnede. Boven de middelste gewrichtsknobbel staat de schacht wat af van die van het derde middenvoetsbeen; hoger sluiten ze nauw aaneen. Het vierde middenvoetsbeen is zo wijd dat het de helft van de breedte van de middenvoet uitmaakt, een afgeleid troödontide kenmerk.
Het korte tweede kootje van de tweede teen wijst erop dat deze opgetrokken kon worden, maar de klauw is geen typische sikkelklauw, niet vergroot en ook niet speciaal gekromd. Het tweede kootje heeft ook maar een zwak gevormde 'hiel' aan de onderste bovenkant en was dus niet sterk aangepast aan een extreme krachtzetting in een buigende beweging. Osmólska stelde maar een vrij beperkte mogelijke strekking van de tweede teen vast, waarbij het tweede kootje hoogstens vijftig graden verder naar boven kromde dan het eerste. Bij het buigen kon de klauw ten opzichte van het tweede kootje niet heel sterk naar beneden bewegen, hoogstens zo'n tachtig graden. Cau wees erop dat de combinatie van kort tweede kootje met hiel en een rechte klauw uniek is voor alle Theropoda buiten de vogels maar gedeeld wordt met Casuarius. Het eerste kootje is lang en achteraan hoog met een hol rechthoekig gewrichtsvlak zonder middenrichel. Aan de onderste binnenhoek heeft dit vlak een uitsteeksel dat bij maximale kromming van de teen tussen de richels op de achterkant van het tweede kootje gepast moet hebben. De schacht heeft aan de buitenste onderzijde een lengterichel. De derde teen is vermoedelijk minstens even lang als de vierde maar veel dunner. Het krachtige vierde middenvoetsbeen en de vierde teen zijn bij troödontiden de belangrijkste dragende elementen; het beschrijvende artikel wees daar als eerste op. De kootjes van de vierde teen zijn opvallend hoog en stevig verbonden met scharniergewrichten. De vierde voetklauw is echter vrij zwak gebouwd. Osmólska opperde dat Borogovia een ontwikkeling liet zien waarbij de dragende functie van de derde teen weer overgenomen werd door de tweede die dus langer werd na bij voorouders gereduceerd te zijn geweest. Cau wees erop dat in de Troodontidae alleen bij Borogovia alle kootjes van de vierde teen groter zijn dan de kootjes van de derde teen. Dit kenmerk wordt wel gedeeld met Mononykus maar daar is het vierde middenvoetsbeen weer niet robuust.

## Fylogenie
Borogovia werd door Osmólska in de Troodontidae geplaatst. De afwijkende vorm van de tweede teen van Borogovia ten opzichte van die van de Dromaeosauridae werd door haar bij deze gelegenheid gebruikt om te betwijfelen dat de troödontiden en dromaeosauriden samen een klade Deinonychosauria zouden vormen, maar later onderzoek heeft die verwantschap vaak bevestigd.
Cau vond Borogovia als de zustersoort van de Troodontinae. Zijn gigantische 'Megamatrix' die hij voor de analyse gebruikte, stond overigens toe om juist het vermoeden van Osmólska te bevestigen: de Troodontidae bleken de zustergroep van de Avialae, de vogels. De Troodontidae in de Deinonychosauria te dwingen vergt minstens twaalf evolutionaire stappen, dus ze zouden op zeker twaalf kenmerken meer met de Dromaeosauridae moeten overeenkomen dan in feite gevonden, willen ze als zustergroepen uitvallen.

## Levenswijze
Borogovia stamt vermoedelijk af van voorouders die de sikkelklauw wél bezaten. Cau vroeg zich af waarom het kenmerk verloren was gegaan. Een mogelijke verklaring luidde dat er zich een overgang voordeed van het bejagen van grote naar kleine prooien waarvoor zo'n wapen wat overbodig was. Een andere oorzaak kan een verandering in de voortbeweging geweest zijn. Als het belang van een hoge snelheid toenam, voor achtervolging of juist vlucht, zou er een selectiedruk zijn geweest de sikkelklauw te reduceren teneinde het gewicht van de voet te verminderen.